# Die Zwicks stehen Kopf
Die Zwicks stehen Kopf (Originaltitel: The Twits) ist ein  Buch von Roald Dahl aus dem Jahr 1980, in dem skurrile Einfälle, eigentümliche Wendungen in der Geschichte und detailreiche Beschreibungen der Ekelhaftigkeit seiner Protagonisten bis an den Rand des guten Geschmacks gehen. Die Illustrationen schuf Quentin Blake. Die deutschsprachige Übertragung stammt von Charles Schüddekopf und wurde erstmals 1981 im Rowohlt Verlag, Reinbek bei Hamburg, veröffentlicht.

## Handlung
Der Name der beiden Hauptdarsteller Mr. und Mrs. Twit lässt sich nicht ins Deutsche übersetzen, im Englischen ist ein „Twit“ so viel wie ein Depp oder Blödmann. Seinem Namen getreu verhält sich das Ehepaar: beide sind alt, hässlich und ungepflegt (besonders Mr Twits Bart und das, was er durch jahrelang ausgelassene Wäsche an schleimigen Essensresten enthält, wird in den ersten Kapiteln intensiv beschrieben) und verbringen die meiste Zeit damit, sich gegenseitig zu ärgern. Mal wirft sie ihm ihr Glasauge ins Bier, mal er ihr einen Frosch ins Bett, sie rächt sich mit Regenwürmern in seinen Spaghetti und er verlängert heimlich ihren Spazierstock, um ihr vorzugaukeln, sie habe „die Schrumpfkrankheit“ und sie dann mit Luftballons zu strecken und schließlich in den Himmel steigen zu lassen.
Kern der Handlung aber ist der Versuch der Twits, die früher Affentrainer in einem Zoo waren, eine Affenfamilie darauf zu dressieren, so lange wie möglich auf dem Kopf zu stehen. Scheff-Scheff, der Affenvater, sinnt auf Rache: als die Twits eines Tages in die Stadt gehen, bricht er aus seinem Käfig aus und in das Haus der Twits ein, um mit Hilfe zahlreicher Vögel die gesamte Wohnzimmereinrichtung an die Zimmerdecke zu kleben. Die zurückgekehrten Twits meinen, sie stünden nun selbst auf dem Kopf. Beim Versuch, sich „richtig“ herum zu stellen, kleben sie an dem von den Tieren heimlich angebrachten Leim fest und – schrumpfen schließlich tatsächlich zu Nichts zusammen, da sie sich nicht mehr befreien können.

## Buchausgaben
- Roald Dahl: Die Zwicks stehen Kopf. Rowohlt Tb., 7. Auflage, Februar 1997, ISBN 3-499-20609-9
- Roald Dahl: Die Trottels. Penguin Junior, ISBN 978-3-328-30166-0